# Academy of Science Fiction, Fantasy and Horror Films
L’Academy of Science Fiction, Fantasy and Horror Films (Académie des films de science-fiction, fantasy et horreur en français) est une organisation américaine à but non lucratif fondée en 1972 par Donald A. Reed. Elle œuvre à promouvoir et à honorer les genres de la science-fiction, de la fantasy et de l'horreur au cinéma.
Les prix décernés par l'Académie s'appellent les Saturn Awards.